# オーストリア系アメリカ人
オーストリア系アメリカ人（英語: Austrian American、ドイツ語: Österreichamerikaner、ドイツ語発音: [ˈøːstɐʁaɪçʔameʁiˌkaːnɐ]）は、オーストリアに起源を持つアメリカ合衆国市民の総称。

## 著名な人物
- ボブ・アイガー - ウォルト・ディズニー社CEO
- エリック・カンデル - 神経科学者
- クルト・ゲーデル - 論理学者
- ハンス・ケルゼン - 法学者（公法、国際法）
- アーノルド・シュワルツェネッガー - 俳優、政治家
- フリードリヒ・フォン・ハイエク - 経済学者、哲学者
- ヴォルフガング・パウリ - 物理学者
- ルートヴィヒ・フォン・ミーゼス - 経済学者
- カール・ラントシュタイナー - 病理学者
- フェリックス・フランクファーター - アメリカ合衆国最高裁判所判事